# Peter McNab
Peter McNab (Vancouver, Columbia Británica, 8 de mayo de 1952–Denver, Colorado, 6 de noviembre de 2022) fue un jugador de hockey sobre hielo estadounidense nacido en Canadá que jugaba en la posición de centro. Como jugador estuvo quince temporadas en la NHL, una aparición en el Juego de las Estrellas de la NHL y fue seleccionado nacional en el Campeonato Mundial de Hockey sobre Hielo Masculino de 1986.

## Vida personal
McNab fue parte de una familia con tradición en el hockey sobre hielo. Su padre Max McNab jugaba de centro y ganó la Stanley Cup con los Detroit Red Wings en 1950, y después sería entrenador y gerente general. Su hermano, David, estuvo 43 años como scout y ejecutivo de la NHL ante de retirarse como vicepresidente sénior en operaciones para los Anaheim Ducks en mayo de 2021.

## Carrera

### Equipo
| 1970–71   | Denver Pioneers   | WCHA      | 29  | 19  | 14  | 33  | 6   | —   | —  | —  | —  | —  |
| 1971–72   | Denver Pioneers   | WCHA      | 38  | 27  | 38  | 65  | 16  | —   | —  | —  | —  | —  |
| 1972–73   | Denver Pioneers   | WCHA      | 38  | 32  | 40  | 72  | 18  | —   | —  | —  | —  | —  |
| 1973–74   | Cincinnati Swords | AHL       | 49  | 34  | 39  | 73  | 16  | 5   | 2  | 6  | 8  | 0  |
| 1973–74   | Buffalo Sabres    | NHL       | 22  | 3   | 6   | 9   | 2   | —   | —  | —  | —  | —  |
| 1974–75   | Buffalo Sabres    | NHL       | 53  | 22  | 21  | 43  | 8   | 17  | 2  | 6  | 8  | 4  |
| 1975–76   | Buffalo Sabres    | NHL       | 79  | 24  | 32  | 56  | 16  | 8   | 0  | 0  | 0  | 0  |
| 1976–77   | Boston Bruins     | NHL       | 80  | 38  | 48  | 86  | 11  | 14  | 5  | 3  | 8  | 2  |
| 1977–78   | Boston Bruins     | NHL       | 79  | 41  | 39  | 80  | 4   | 15  | 8  | 11 | 19 | 2  |
| 1978–79   | Boston Bruins     | NHL       | 76  | 35  | 45  | 80  | 10  | 11  | 5  | 3  | 8  | 0  |
| 1979–80   | Boston Bruins     | NHL       | 74  | 40  | 38  | 78  | 10  | 10  | 8  | 6  | 14 | 2  |
| 1980–81   | Boston Bruins     | NHL       | 80  | 37  | 46  | 83  | 24  | 3   | 3  | 0  | 3  | 0  |
| 1981–82   | Boston Bruins     | NHL       | 80  | 36  | 40  | 76  | 19  | 11  | 6  | 8  | 14 | 6  |
| 1982–83   | Boston Bruins     | NHL       | 74  | 22  | 52  | 74  | 23  | 15  | 3  | 5  | 8  | 4  |
| 1983–84   | Boston Bruins     | NHL       | 52  | 14  | 16  | 30  | 10  | —   | —  | —  | —  | —  |
| 1983–84   | Vancouver Canucks | NHL       | 13  | 1   | 6   | 7   | 10  | 3   | 0  | 0  | 0  | 0  |
| 1984–85   | Vancouver Canucks | NHL       | 75  | 23  | 25  | 48  | 10  | —   | —  | —  | —  | —  |
| 1985–86   | New Jersey Devils | NHL       | 71  | 19  | 24  | 43  | 14  | —   | —  | —  | —  | —  |
| 1986–87   | New Jersey Devils | NHL       | 46  | 8   | 12  | 20  | 8   | —   | —  | —  | —  | —  |
| Total NHL | Total NHL         | Total NHL | 954 | 363 | 450 | 813 | 179 | 107 | 42 | 40 | 82 | 20 |

### Selección nacional
| Año   | Selección      | Evento |       | Partidos | Goles | Asistencias | Puntos | Penales |
| ----- | -------------- | ------ | ----- | -------- | ----- | ----------- | ------ | ------- |
| 1986  | Estados Unidos | WC     | 10    | 0        | 1     | 1           | 4      |         |
| Total | Total          | Total  | Total | 10       | 0     | 1           | 1      | 4       |

## Logros
- Primer Equipo All-WCHA 1972–73[3]
- Equipo Ideal NCAA 1973[4]
- Aparición en el NHL All-Star Game de 1977

## Tras el Retiro
Al retirarse, McNab inició su carrera como comentarista y analista para los Devils a partir de la temporada 1987–88. Luego de ocho años pasó a trabajar con el SportsChannel para los Devils, se muda a Colorado para la temporada inaugural de los Colorado Avalanche. También fue anunciador para la TV en NBC y analista en el espacio NHL on NBC durante los Juegos Olímpicos de Invierno de Turín 2006, y como analista para TNT en los Juegos Olímpicos de Nagano 1998. También fue analista en el estudio para TSN durante los Juegos Olímpicos de Salt Lake City 2002.
El 8 de junio de 2009 McNab firmó un contrato multianual con Altitude, iniciando su temporada 14 como comentarista para el Colorado Avalanche al iniciar la temporada 2009–10.

## Muerte
En 2021 McNab fue diagnosticado con cáncer. Siguió en su cargo con el Avalanche hasta recibir sus sesiones de quimioterapia. En febrero de 2022 los doctores informaron que el cáncer de McNab ya estaba en fase de remisión. McNab muere el 6 de noviembre de 2022 a los setenta años.